# La Mémoire du fleuve
Ne doit pas être confondu avec Mémoires d'un fleuve.
La Mémoire du fleuve est un récit de Christian Dedet publié en 1984 aux éditions Phébus et ayant reçu le prix des Libraires l'année suivante.

## Résumé
Jean Michonet, fils d'un exploitant forestier colonial et d'une Africaine, commence vers 1945 sa carrière au Gabon, avant dix-huit ans, comme recruteur de main d'œuvre pour les chantiers forestiers. Il devient lui-même forestier, armateur d'un navire sur l'Ogooué, trafiquant de peaux de crocodiles. À la fois blanc et africain, il joue de ses deux personnalités dans une vie aventureuse. Le récit combine dans le personnage du seul Jean sa biographie et celle de son frère Jacques dont la vie plus calme de commerçant est centrée sur Omboué[réf. souhaitée]. Le livre met en scène sous leur vrai nom un grand nombre de personnes.

## Éditions
- La Mémoire du fleuve, éditions Phébus, 1984  (ISBN 2-85940-052-4).